# Georges Jazdzyk
Georges Jazdzyk, né le 28 mars 1942 à Rennes, est un joueur et un entraîneur français de football. Défenseur, il évolue chez les professionnels avec le Stade rennais durant les années 1960, avant de jouer à l'EDS Montluçon où il occupe durant un an et demi le poste d'entraîneur.

## Biographie
Né à Rennes le 28 mars 1942, Georges Jazdzyk évolue dans sa jeunesse avec le club de la Tour d'Auvergne de Rennes, puis intègre la section amateur du Stade rennais au début des années 1960. Il fait ses débuts professionnels le 14 mai 1966, lors d'un match de Division 1 disputé contre le Lille Olympique Sporting Club.
Georges Jazdzyk devient titulaire lors de la saison 1966-1967, en tant que défenseur central, profitant de quelques absences d'Yves Boutet et du replacement de René Cédolin au milieu de terrain,. Il conserve ce statut durant trois saisons, en étant le plus souvent associé à Cédolin, mais en étant également replacé ponctuellement au poste d'arrière droit. En 1970, il est transféré à l'EDS Montluçon, et poursuit ainsi sa carrière en Division 2, devenant un élément majeur de son nouveau club,. À Montluçon, Jazdzyk occupe durant une saison et demie, de janvier 1973 à la fin de la saison 1973-1974, la fonction d'entraîneur-joueur, avant de céder sa place à René Gardien. Sa carrière de joueur professionnel prend fin en 1976.

## Statistiques
Le tableau suivant récapitule les statistiques de Georges Jazdzyk durant sa carrière professionnelle,.
| Saison                | Club                  | Championnat           | Championnat | Championnat | Coupe(s) nationale(s) | Coupe(s) nationale(s) | Total | Total |
| Saison                | Club                  | Division              | M.          | B.          | M.                    | B.                    | M.    | B.    |
| 1965 - 1966           | Stade rennais         | D1                    | 3           | 0           | 0                     | 0                     | 3     | 0     |
| 1966 - 1967           | Stade rennais         | D1                    | 32          | 0           | 6                     | 0                     | 38    | 0     |
| 1967 - 1968           | Stade rennais         | D1                    | 33          | 0           | 1                     | 0                     | 34    | 0     |
| 1968 - 1969           | Stade rennais         | D1                    | 30          | 0           | 2                     | 0                     | 32    | 0     |
| 1969 - 1970           | Stade rennais         | D1                    | 26          | 1           | 5                     | 0                     | 31    | 1     |
| 1970 - 1971           | EDS Montluçon         | D2                    | 22          | 0           | 1                     | 0                     | 23    | 0     |
| 1971 - 1972           | EDS Montluçon         | D2                    | 28          | 0           | 5                     | 0                     | 33    | 0     |
| 1972 - 1973           | EDS Montluçon         | D2                    | 34          | 0           | 0                     | 0                     | 34    | 0     |
| 1973 - 1974           | EDS Montluçon         | D2                    | 34          | 2           | 0                     | 0                     | 34    | 2     |
| 1974 - 1975           | EDS Montluçon         | D2                    | 30          | 0           | 2                     | 0                     | 32    | 0     |
| 1975 - 1976           | EDS Montluçon         | D2                    | 29          | 0           | 0                     | 0                     | 29    | 0     |
| Total sur la carrière | Total sur la carrière | Total sur la carrière | 301         | 3           | 22                    | 0                     | 323   | 3     |